# Волевки (Витебская область)
Волевки (бел. Валяўкі́) — деревня в Дубровенском районе Витебской области Республики Беларусь. В составе Волевковского сельсовета.

## География
Ближайшие населённые пункты Коробки, Паценьки и др.

## История
В 1910 году в Холбнянской волости Горецкого уезда Могилёвской губернии.
До 16 сентября 1960 года деревня входила в состав Бельского сельсовета. В 1960—1991 годах административный центр Волевковского сельсовета.

## Население

### Численность
- 2009 год — 65 жителей

### Динамика
- 1910 год — 24 дворов, 93 муж., 95 жен.[2]
- 1999 год — 91 жителей (перепись населения)
- 2009 год — 65 жителей (перепись населения)[2]